# エマレーズ
エマレーズ（フランス語: Émarèse [emaʁɛz]）は、イタリア共和国ヴァッレ・ダオスタ州にある、人口約200人の基礎自治体（コムーネ）。

## 地理

### 位置・広がり

#### 隣接コムーネ
隣接するコムーネは以下の通り。
- ブリュソン
- シャラン＝サンタンセルム
- シャラン＝サン＝ヴィクトル
- モンジョヴェ
- サン＝ヴァンサン

## 行政

### 分離集落
エマレーズには、以下の分離集落（フラツィオーネ）がある。
- Chassan, Émarèse, Érésaz, Fontillun, Longeon, Ravet, La Saléraz, Sommarèse, Settarme